# Filovci
Filovci (madžarsko Filóc) so gručasto naselje na Ravenskem v Občini Moravske Toplice. Nahajajo se ob cesti Martjanci - Dobrovnik. 
Poleg obdelane meliorirane ravnine spadata k vaškemu zemljišču v severnem delu nad glavno cesto še vinogradniška slemenska zaselka »Trnavski breg«, »Filovski Breg« in »Gaj« z zidanicami in počitniškimi vikendi.
V bližini naselja na ledini »Male Čistine«, je bilo odkrito arheološko najdišče, datirano v čas mlajše kamene in bakrene dobe.
Sami Filovci se prvič omenjajo leta 1322 z imenom Fyloch, leta 1355 pa kot Philauch. Nekoč je bilo to značilno lončarsko naselje, po prvi svetovni vojni je bilo v Filovcih še 60 lončarjev, v zadnjih letih pa so prebivalci skoraj povsem opustili tradicionalno obrt. Filovski lončarji so znani predsvem po izdelavi črne keramike.
Danes je v naselju muzej na prostem (t. i. Lončarska vas), kjer je poleg kulturnih spomenikov, panonskih cimprač, tudi lončarska delavnica.